# SSH file transfer protocol
SSH File Transfer Protocol (també conegut com a SFTP o SecureFile Transfer Protocol) és un protocol del nivell d'aplicació que proporciona la funcionalitat necessària per a la transferència i manipulació de fitxers en un flux de dades fiable. S'utilitza comunament amb SSH per proporcionar la seguretat a les dades, encara que permet ser usat amb altres protocols de seguretat. Per tant, la seguretat no la proveeix directament el protocol SFTP, sinó SSH o el protocol que sigui utilitzat en el cas per a aquesta comesa.
El protocol SFTP permet una sèrie d'operacions sobre fitxers remots. SFTP intenta ser més independent de la plataforma que SCP, per exemple, amb el SCP trobem l'expansió de comodins especificats pel client fins al servidor, mentre que el disseny SFTP evita aquest problema. Encara SCP s'aplica amb més freqüència en plataformes Unix, existeixen servidors SFTP en la majoria de les plataformes.
El Secure Internet Live Conferencing (SILC) defineix el protocol SFTP com el seu protocol de transferència d'arxius per omissió. Al SILC, les dades del protocol SFTP no estan protegits amb SSH però el protocol de paquets segurs de SILC s'utilitza per encapsular les dades SFTP dins dels paquets de SILC perquè els la d'igual a igual (peer to peer, P2P). Això és possible, ja que SFTP està dissenyat per ser un protocol independent.
SFTP utilitza el port 22 de TCP.

## Upload (pujada de fitxers)
Per a la pujada d'arxius, els arxius transferits poden estar associats amb els seus atributs bàsics, com el de temps. Aquesta última és un avantatge sobre el protocol  FTP comú, ja que no disposa de cap crèdit per incloure fitxers a la data original.

## Clients de SFTP
Per als  clients que utilitzen SFTP, els programes de SFTP ofereix una interfície interactiva similar a la dels tradicionals programes de FTP.
Algunes implementacions del programa SCP, en realitat usen el  protocol SFTP per realitzar transferències de fitxers.

## SFTP en l'actualitat
El protocol no és encara un estàndard d'Internet. L'última especificació prové d'un projecte obsolet d'Internet, que defineix la versió 6 del  protocol. En l'actualitat, la versió més utilitzada és la versió 3, executada pel popular servidor de SFTP OpenSSH. Els sistemes operatius Windows basen les seves implementacions del protocol SFTP en la versió 4 del, que va reduir els seus vincles amb la plataforma Unix.

## Algunes confusions
Un error molt comú que sol passar quan s'anomena SFTP és pensar que el protocol SFTP s'obté en executar  FTP sobre SSH , realment estem davant un  nou protocol dissenyat pel grup de treball IETF SECSH. Un altre error generalitzat és la confusió de les sigles SFTP, ja que moltes vegades és confós amb el Protocol Simple de Transferència de Fitxers, un programa de línia d'ordre que el client executa part d'aquest protocol.
El protocol SFTP en si no facilita l'autenticació i la seguretat, sinó que espera que el protocol subjacent asseguri a aquest. SFTP és utilitzat freqüentment com a subsistema del protocol SSH, en haver estat dissenyades pel mateix grup. No obstant això, és possible executar-lo a través de SSH (i algunes implementacions que ho suportin) o d'altres fluxos de dades. Un client de protocol SFTP disposat a connectar-se a un servidor SSH necessita conèixer la ruta d'accés al servidor SFTP binari al lloc del servidor.